# Череп с горяща цигара
Череп с горяща цигара (на нидерландски: Kop van een skelet met brandende sigaret) е ранна картина на Винсент ван Гог. Тя е част от постоянната колекция на Музея на Ван Гог в Амстердам. Вероятно е рисувана през зимата на 1885 – 1886 г., като хумористичен коментар на консервативните академични практики. Размерите на картината са 32 на 24,5 cm. Смята се за vanitas, рисувана, докато Ван Гог е бил в много лошо здравословно състояние. Навярно е бил повлиян от творби на Херкулес Сегерс, холандски художник от XVII век или Фелисен Ропс – белгийски съвременник на Ван Гог.
Въпреки че често се тълкува като критика на тютюнопушенето, Ван Гог е бил запален пушач и продължава да пуши до смъртта си през 1890 г.
| Череп (1887/1888) |  | Череп (1887/1888) |
| Череп (1887/1888) |  | Череп (1887/1888) |